# Rodolfo Cerdas Cruz
Rodolfo Cerdas Cruz (1939-16 de septiembre de 2011) fue un académico, abogado, filósofo, comentarista y político costarricense. Dirigente de izquierda y diputado en el período 1978-1982. Escribió hasta su muerte la columna Ojo crítico en La Nación. Falleció el año de 2011 a los 72 años.

## Carrera académica
Obtuvo los grados de doctor en Filosofía por la Academia de las Ciencias de la Unión Soviética y doctor en sociología política por la Universidad de La Sorbona. Fundador e investigador del Centro de Investigación y Adiestramiento Político Administrativo en 1975, profesor y director de la Escuela de Ciencias Políticas de la Universidad de Costa Rica. Visiting Fellow en la Universidad de Oxford y del Wolfson College. Catedrático de la Universidad de Cambridge en la cátedra Simón Bolívar.

## Carrera política
Rodolfo Cerdas Cruz fue Secretario General de la Juventud Socialista, órgano de la juventud del partido Vanguardia Popular (P.V.P., comunista), dirigido por el Lic. Manuel Mora Valverde, y del cual fue miembro fundador su padre, el Lic. Jaime Cerdas Mora. Cerdas rompió posteriormente con ese partido, por profundos desacuerdos de fondo y por divergencias –que llamó “morales y políticas”– con algunos de sus dirigentes, que se agudizaron a su regreso de la Unión Soviética, donde estudiaba su Doctorado en Ciencias Filosóficas, y recrudecieron durante el año 1968. 
Su renuncia, a fines de ese año, al P.V.P., que la ignora y decide expulsarlo, a pesar de no ser ya su militante, no tiene absolutamente nada que ver con el posterior conflicto sino-soviético, como interesadamente han repetido fuentes allegadas al Partido Comunista y partidos afines. Sí tenía relación con lo que consideraba una posición de correa de transmisión de las políticas de gran potencia de la URSS de parte del Partido Comunista de Costa Rica.
El Frente Popular se fundó en 1974, y nunca fue una organización maoísta. Desde su nacimiento se definió como una izquierda “a la tica”, una izquierda “con sello de hecho en Costa Rica”. Se organizó con el propósito de participar en las elecciones democráticas de Costa Rica, y fue elegido diputado en 1978 a la Asamblea Legislativa, siendo considerado uno de los mejores diputados en las cuatro legislaturas.
Posteriormente, fundó el Partido Nacional Democrático, con una amplia base multisectorial, convencido de que era necesaria una conjunción de nuevo tipo de fuerzas democráticas, que pudiera efectuar la transformación que el país agudamente necesitaba. Fue un intento adelantado a la época, al que aún no le había llegado la hora.